# Berns salonger
Berns salonger (literalmente Os salões de Berns) ou Berns é um restaurante, hotel e nightclub no parque Berzelii park no centro de Estocolmo.

Foi mandado construir em 1863 pelo confeiteiro alemão Heinrich Robert Berns, pela mão do arquiteto J.F. Åbom. 
Dois romances do escritor e dramaturgo sueco August Strindberg receberam os nomes de dois salões do edifício - Röda Rummet (O Salão Vermelho; 1879) e Götiska rummen (Salões Góticos; 1904).
Era o centro da vida boémia da Estocolmo da década de 1870.

O restaurante foi encerrado em 1982, mas reabriu em 1989 com instalações apropriadas para congressos. 

Nos nossos dias o Berns faz parte da empresa Stureplansgruppen, e é ainda considerado como um dos principais locais de diversão de Estocolmo e da Suécia.

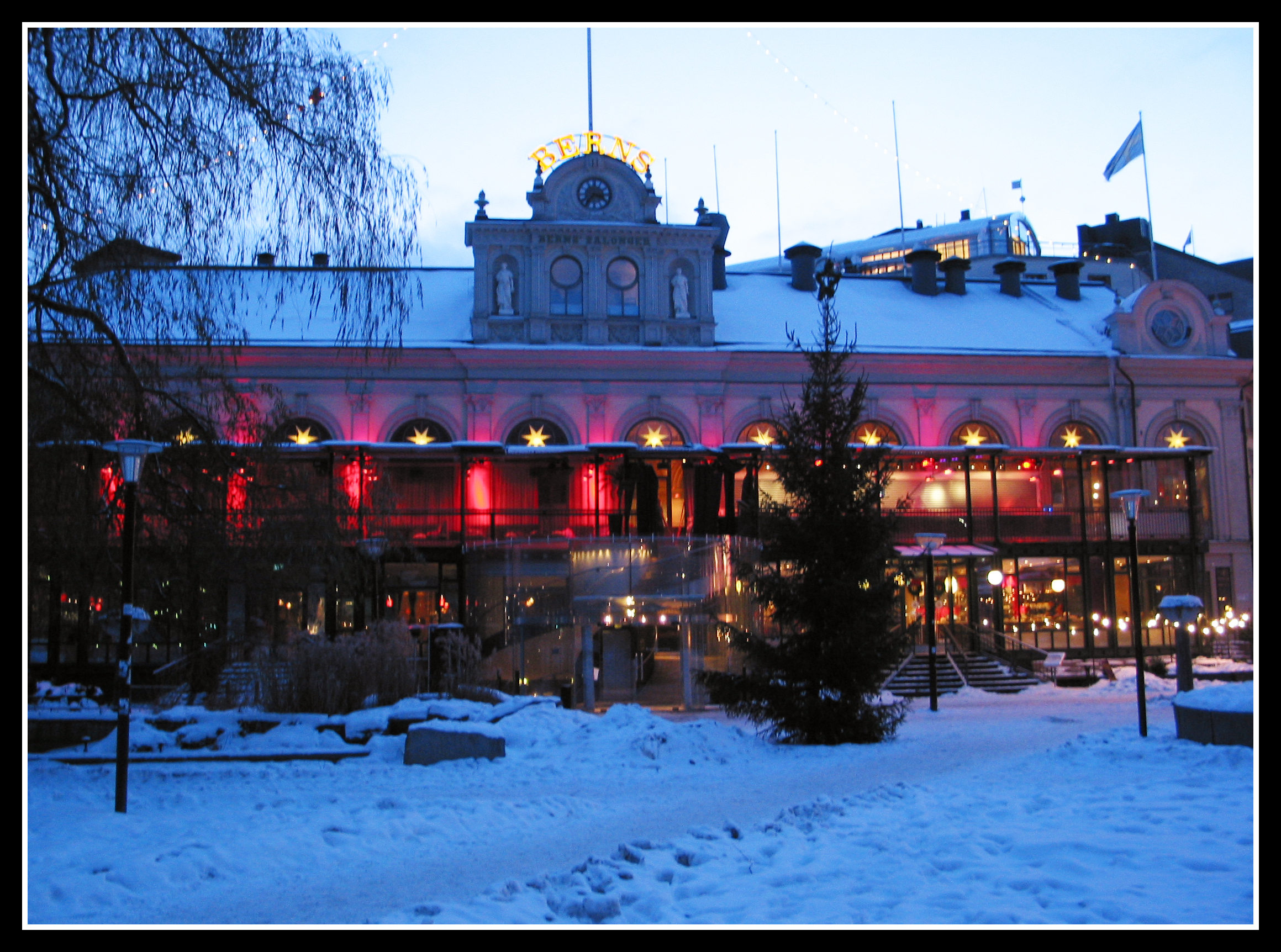
No inverno
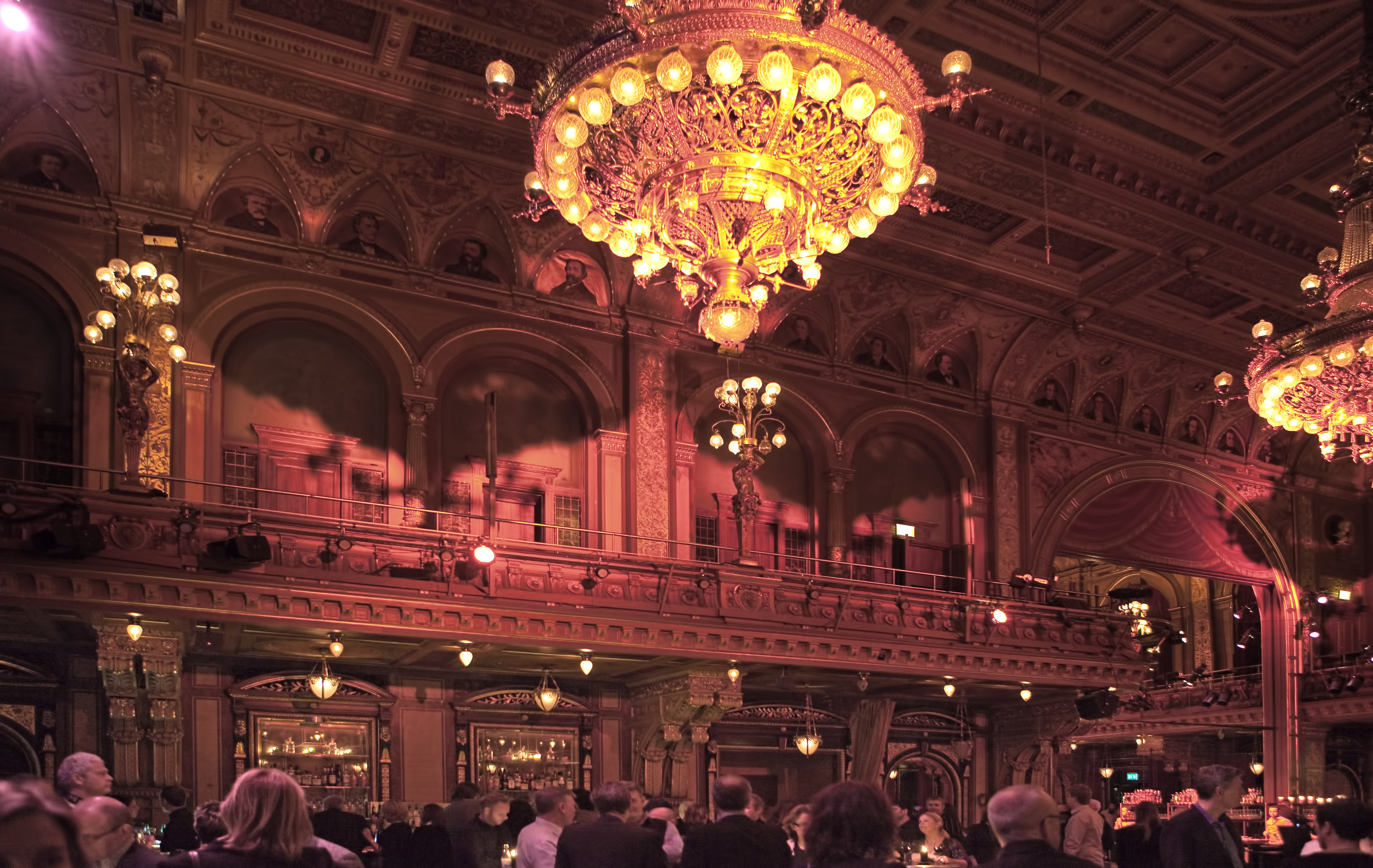
Interior